# Tvrđava Zvečaj
Zvečaj je bio utvrđeni grad u srednjovjekovnoj Bosni. Ostaci utvrđenja Zvečaj nalaze se u blizini banjolučkog prigradskog naselja Rekavice, točnije na južnim padinama stijene koja na tom mjestu dominira lijevom obalom Vrbasa.
Zvečaj se prvi put spominje 1404. godine kao posjed Hrvoja Vukčića Hrvatinića. Tu je herceg Vukčić Hrvatinić sklopio ugovor s Dubrovčanima protiv bosanskog kralja Stjepana Ostoje. Poslije njegove smrti 1416. grad je postao kraljevski posjed.
Prvi put je pao u turske ruke u rano ljeto 1463. godine kada je za njegovog zapovjednika postavljen turski janjičar Konstantin iz Ostrovice. Grad je krajem iste godine zauzeo ugarsko-hrvatski kralj Matija Korvin i uključio ga u Jajačku banovinu. Turci su grad konačno osvojili 1528. godine.
Zvečaj je bio prostran grad, nepravilnog oblika, prilagođen konfiguraciji stjenovitog terena. Sačuvan je u vrlo ruševnom stanju.

## Vanjske poveznice
|  | Zajednički poslužitelj ima još gradiva o temi Tvrđava Zvečaj |